# Вачжигаєль
Вачжигає́ль або Вачжи́га-Йоль (рос. Вачжигаель, Вачжига-Ёль) — річка в Республіці Комі, Росія, ліва притока річки Кожим'ю, лівої притоки річки Ілич, правої притоки річки Печора. Протікає територією Троїцько-Печорського району.
Річка починається на північно-східних схилах гори Кичиль-Із (висота 911 м), протікає на північний захід, захід та південний захід.